# Chlamydatus pullus
Chlamydatus pullus is een wants uit de familie van de blindwantsen (Miridae). De soort werd het eerst wetenschappelijk beschreven door Odo Reuter in 1870.

## Uiterlijk
De bijna volledig zwarte, ovaal gevormde wants is altijd macropteer (langvleugelig) of submacropteer en kan 2 tot 3 mm lang worden. Het eerste segment van de antennes is zwart, soms lichter. Bij mannetjes is het tweede segment zwart, bij vrouwtjes gedeeltelijk geel. De laatste twee segmenten zijn geel gekleurd. De pootjes zijn grotendeels zwart met uitzondering van de schenen die bruingeel zijn met zwarte stippen en stekels. Alleen het uiteinde van de achterdijen is soms geel gekleurd. De soorten uit het genus Chlamydatus lijken erg op elkaar. Chlamydatus pullus lijkt sterk op Chlamydatus pulicarius; die zijn alleen met genitaalonderzoek met zekerheid van elkaar te onderscheiden. Bij C. pulicarius is meestal een groter gedeelte van de dijen geel gekleurd.
Chlamydatus evanescens heeft rode ogen en bij Chlamydatus saltitans zijn de voorvleugels gedeeltelijk licht gekleurd. Ze kunnen ook verward worden met soorten uit het genus Halticus maar die hebben duidelijk langere antennes.

## Leefwijze
De soort kent twee generaties per jaar en overwintert als eitje. Ze kunnen van mei tot oktober gevonden worden onder diverse vlinderbloemigen (Fabaceae) en composieten (Asteraceae) waar ze sap van drinken en jagen op kleine insecten zoals bladvlooien (Psyllidae).

## Leefgebied
De soort is in Nederland algemeen te vinden op de bodem in droge gebieden met grassen of kruiden. Het verspreidingsgebied is Holarctisch, van Europa tot Azië en Noord-Amerika.